# Капустная колбаса

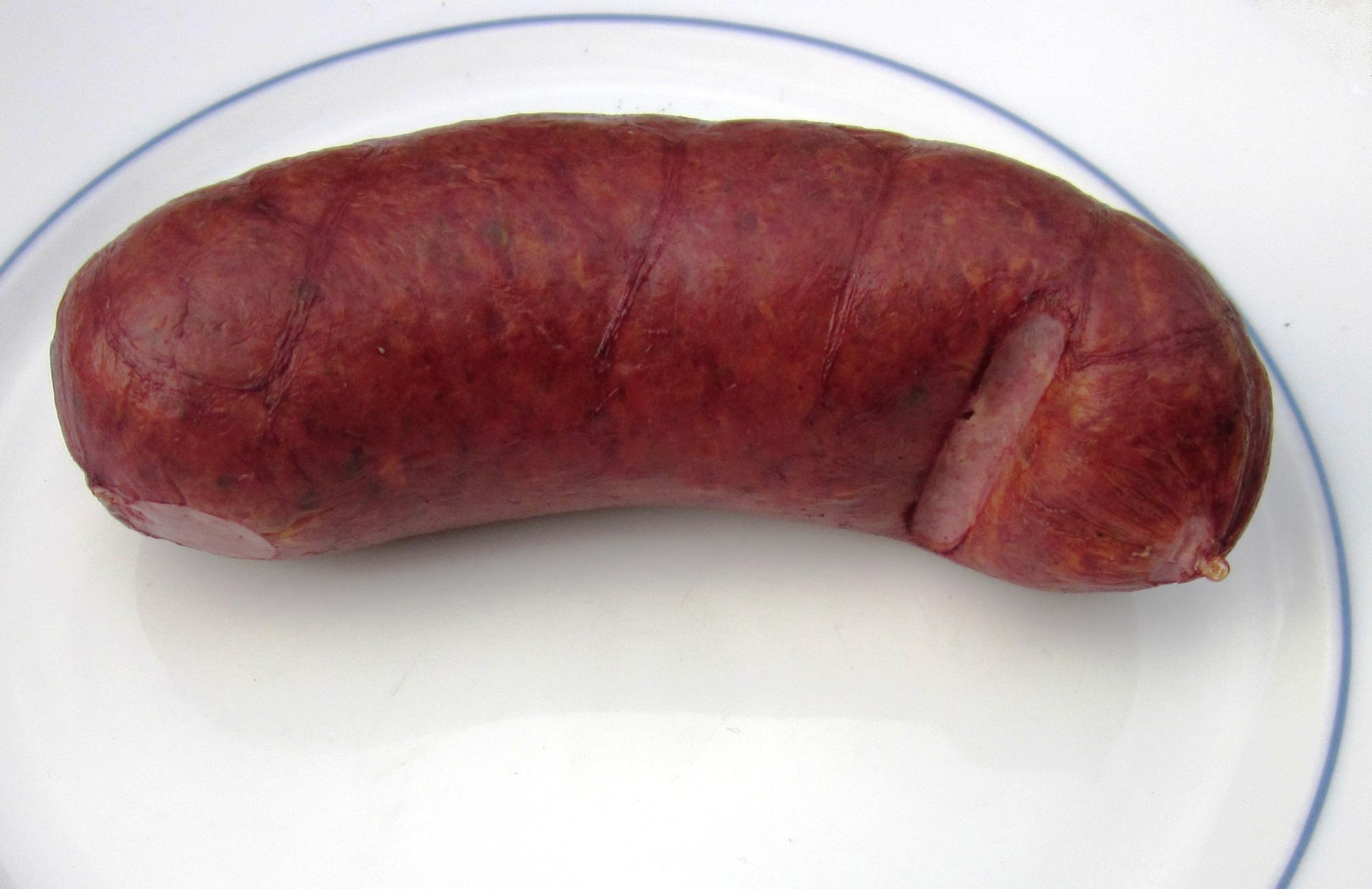
Мекленбургская лёгочная колбаска

Капустная колбаса (ко́львурст, нем. Kohlwurst), также лёгочная колбаса (нем. Lungenwurst) — свежая или сырокопчёная свиная колбаска с жиром и прежде с обязательным добавлением свиного лёгкого. Ныне свиное лёгкое из колбасного фарша часто исключается. Капустная колбаса, родом с Севера Германии и Дании, пользуется популярностью в зимнее время наряду с брегенвурстом и пинкелем. Капустная колбаса не содержит капусты. Её обычно подают с капустным гарниром, например, с книперколем, чем и объясняется название. В Дании капустная колбаса дат. kålpølse считается новогодним блюдом.
Фарш для капустной колбасы состоит наполовину из мелко рубленной свинины и жира и сырого, очищенного лёгкого. Из пряностей в зависимости от рецепта добавляют репчатый лук, майоран, тимьян, душистый перец и горчичное семя. Капустную колбасу формуют в натуральную оболочку и подвергают копчению в течение двух недель. Перед подачей кольвурст не жарят и не варят, а лишь разогревают в готовом овощном гарнире.